# Chiesa di Santa Brigida (Napoli)

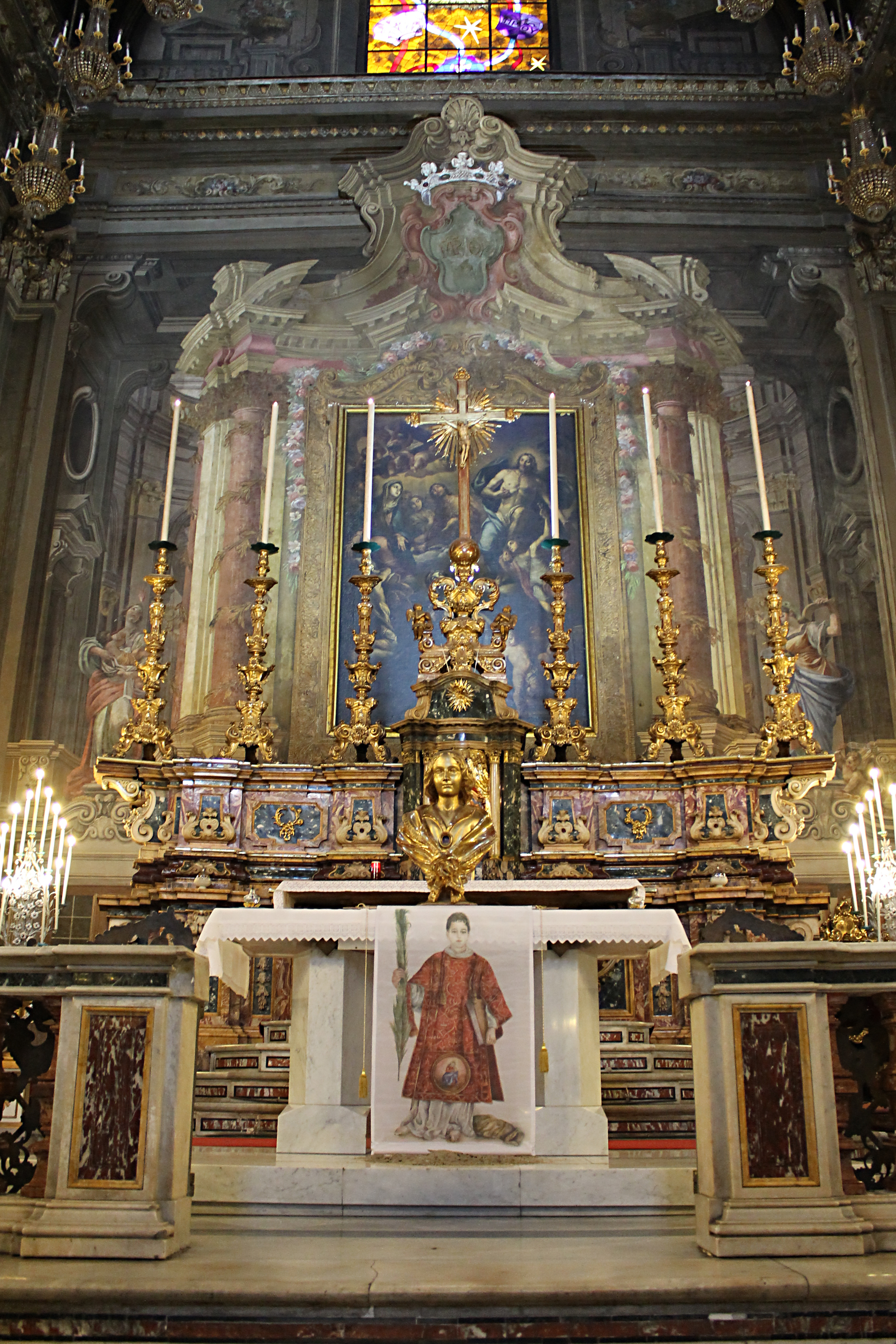
Altare maggiore della Chiesa di Santa Brigida in Napoli

La chiesa di Santa Brigida è un luogo di culto cattolico che si erge nel centro storico di Napoli, in via Santa Brigida, nota per essere il luogo di sepoltura di Luca Giordano.

## Storia

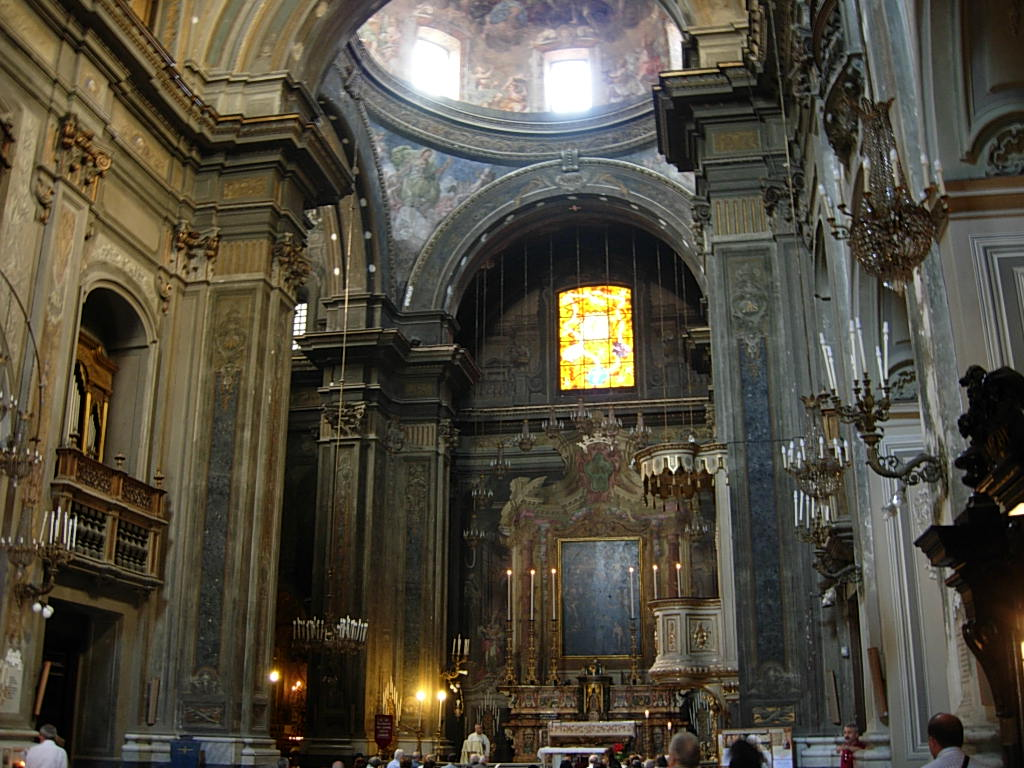
Interno

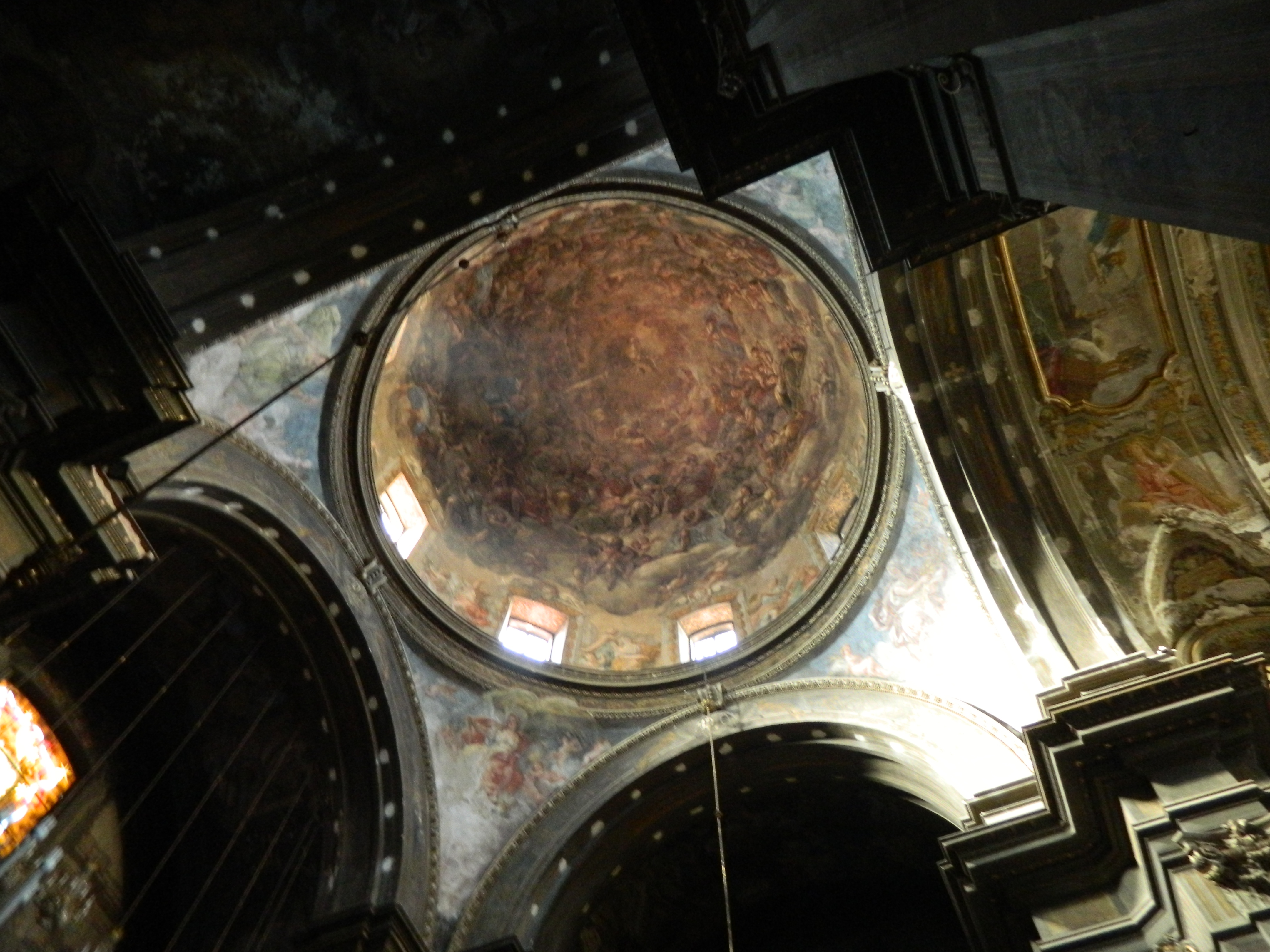
La cupola con la Gloria di santa Brigida in paradiso di Luca Giordano

L'origine della chiesa risale al 1609, quando un borghese, Giovanni Antonio Bianco, decise di aprire nella sua abitazione una cappella dedicata a Santa Brigida; a fianco vi realizzò anche un conservatorio per vedove.
Questi lavori furono svolti all'insaputa della curia di Napoli e pertanto vennero subito bloccati; le strutture vennero vendute alla pia Giovanna Guevara e, con la licenza arcivescovile e con le sovvenzioni della pia donna, la struttura poté aprire nel 1610. Infine passò ai padri Lucchesi (Ordine della Madre di Dio) che tra il 1637 e il 1640 espansero la chiesa e il convento, che attualmente è parte di Palazzo Barbaja.
Nella realizzazione della nuova chiesa, che rimpiazzò la preesistente cappella del palazzo, furono rispettate le condizioni imposte dalle autorità spagnole, dietro sollecito del castellano del Maschio Angioino, che riteneva un ostacolo al tiro delle cannoniere una cupola di maestose dimensioni; per questo motivo fu innalzata una cupola alta solo nove metri.
I Lucchesi rimasero fino alla prima espulsione avvenuta nel decennio francese; reinseriti dai Borbone di Napoli nella medesima struttura (ma modificata, poiché parte delle originali strutture furono inglobate in altre opere civili), subirono un'ulteriore espulsione da parte dei Savoia nel 1862.
La parrocchia è retta dall'Ordine della Madre di Dio. La chiesa è sede dell'Ordine Militare del SS. Salvatore e di S. Brigida di Svezia.

## Descrizione

### Esterno
La modesta facciata è composta da due registri: il primo ionico, dove s'apre il semplice portale con una lapide che lo sormonta, mentre nella trabeazione si legge un'iscrizione greca; il secondo ordine è caratterizzato dalla presenza del finestrone.

### Interno
L'interno, a croce latina con cappelle laterali, presenta affreschi di Paolo Vetri sulla volta, che sostituirono quelli realizzati nel XVIII secolo da Giuseppe Mastroleo, andati perduti a causa della costruzione della vicina Galleria Umberto I. Vi è sepolto Luca Giordano, precisamente sotto una lapide nei pressi dell'altare sinistro del transetto, sul quale campeggia il suo Miracolo di San Nicola,  capolavoro del suo periodo giovanile (datato 1655) di ispirazione veronesiana. Altra tela di grande qualità è l’Estasi di Sant'Antonio di Massimo Stanzione sull'altare destro del transetto. Gli altri lavori pittorici visibili nella chiesa sono di: Luca Giordano (Sant'Anna e la Vergine Bambina), Paolo De Matteis (Immacolata), Giacomo Farelli (Santa Brigida contempla la passione di Cristo e riceve le rivelazioni), Fedele Fischetti (l' Addolorata nell'anticamera della sacrestia), Nicola Peccheneda (L'Arcangelo Raffaele ridona la vista al padre di Tobia), il  Franceschitto (San Giuseppe tiene tra le braccia il Bambino), Paolo Vetri (affreschi sulla volta e il quadretto di Santa Lucia poggiato sull'altare del transetto sinistro), Giovanni Salomone (La Madonna del Carmine che consegna lo scapolare a San Simone Stock), Giuseppe Aprea (L' Apparizione della Madonna con il bambino a San Giovanni Leonardi) e ignoti (Sant'Antonio Abate, Madonna con il Bambino e Sant'Apollonia, Madonna con il bambino e San Filippo Neri). Gli affreschi della sacrestia furono iniziati sempre dal Giordano, ma terminati, a causa dell'improvvisa morte del maestro, da Giuseppe Simonelli.
La cupola alta nove metri, compreso il tamburo, decorata con la Gloria di santa Brigida in paradiso, presenta sull'intradosso una fuga prospettica di notevole valore realizzata anch'essa da Luca Giordano, che fa apparire la cupola più slanciata del reale; all'esterno la calotta è sormontata da un maestoso lanternino elicoidale, aperto alla base da piccole finestre ovali.
Notevole è anche la cappella della Madonna Addolorata, dove vi è la statua ritenuta miracolosa; essa viene addobbata il primo giugno ed il quindici di settembre di ogni anno. 
Nella sacrestia della Chiesa di Santa Brigida, in un armadio - reliquiario ricoperto da "ex voto", si conserva un busto reliquiario di san Cesario di Terracina di Terracina (il santo che ha sostituito e cristianizzato il culto dell'imperatore Cesare Augusto a Napoli), realizzato da bottega napoletana del XIX secolo in legno scolpito e dorato; si espone alla venerazione dei fedeli il 1º novembre, giorno della sua festa liturgica. Questa reliquia (frammento osseo del santo) fu traslata da Chiesa di Santa Maria Corteorlandini di Lucca nel XVII secolo dai Padri Lucchesi.
Nella chiesa si trovano due organi a canne. Sulla cantoria in controfacciata vi è il Mascioni opus 439, costruito nel 1931; a trasmissione pneumatica, ha 22 registri su due manuali e pedale. Sul coretto di sinistra dell'ultima campata della navata si trova un organo positivo realizzato nel XIX secolo da Pasquale Palmieri e successivamente modificato; a trasmissione meccanica, ha 8 registri su unico manuale e pedale.